# Bundesstraße 26n
Pour les articles homonymes, voir Route 26.
La Bundesstraße 26n est un projet de route, une Bundesstraße, prévue entre l'échangeur autoroutier de Schweinfurt-Werneck (Bundesautobahn 7 et Bundesautobahn 70) et la Bundesautobahn 3.

## Géographie
L'itinéraire principal doit commencer à l'échangeur autoroutier de Schweinfurt-Werneck, puis se diriger vers l'ouest, passer Arnstein au nord et de là vers Karlstadt-sur-le-Main, tournant vers l'est et le sud à l'A 3 près de Helmstadt.
L'itinéraire de planification d'environ 60 km de long devrait coûter environ 260 millions d'euros et est divisé en 3 zones :
- Bundesstraße 26a à Karlstadt (16 km)
- Karlstadt à l'A 3 (27 km)
- Lohr vers la B 26n (jonction avec la Bundesstraße 276, 17 km)

Seule la Bundesstraße 26a entre l'échangeur autoroutier de Schweinfurt-Werneck et près d'Arnstein est terminée, elle sera partiellement reconstruite avant d'être réaffectée.

## Histoire
Dans les années 1970, le prolongement de l'A 81 vers l'A 7 est prévu comme le contournement ouest de Wurtzbourg.
En tant que connexion alternative à l'A 3, l'extension du triangle autoroutier de Wurtzbourg-Ouest (A 3 et A 81) est en discussion, des travaux préliminaires furent déjà réalisés. Cependant, pour des raisons environnementales, il est peu probable que ce triangle autoroutier soit étendu à un nœud autoroutier.
Selon le plan fédéral d'infrastructure de transport 2003, la B 26n et le tronçon de l'autoroute Schweinfurt/Werneck à Karlstadt sont urgents. Pour le plan fédéral d'infrastructure de transport 2030, il existe des propositions de projets pour deux, trois et quatre voies. Cette section devrait être achevée d'ici 2030.
La procédure d'aménagement du territoire qui devait débuter en 2010 est officiellement lancée le 14 février 2011.
Le ministère fédéral des Transports approuve l'itinéraire en avril 2019.
La B 26n est actuellement prévue comme une route 2+1 après avoir été initialement conçue comme une Bundesstraße à quatre voies avec des chaussées séparées similaires à une autoroute. Le processus d'approbation des plans devait débuter à l'été 2021.
En novembre 2022, la phase de construction 1 (entre Arnstein-Ouest (MSP 6)) est dans le processus d'approbation de la planification, la phase de construction 2 dans le projet de planification.

## Source
- (de) Cet article est partiellement ou en totalité issu de l’article de Wikipédia en allemand intitulé « Bundesstraße 26n » (voir la liste des auteurs).

1. ↑  (de) Gerhard Schmitt, « BI gegen die B26n: "Das Dino-Projekt muss verhindert werden" », sur Main Post, 2021 (consulté le 22 février 2023)